# Гарделл, Билли
Уи́льям «Би́лли» Гарде́лл (англ. William «Billy» Gardell, род. 20 августа 1969, Суиссвейл, Пенсильвания) — американский стендап комик и актёр. Работает в комедийной индустрии с 1989 года, однако в кино и на телевидении появился намного позже. Наиболее известен по роли Майка Биггса в ситкоме «Майк и Молли».

## Ранняя жизнь и образование
Билли Гарделл родился в Суиссвейле, штат Пенсильвания, недалеко от Питтсбурга, ходил в Старшую школу Уинтер-Парк (англ. Winter Park High School) в округе Ориндж, штат Флорида, в середине 1980-х годов. Будучи ребенком, он переехал во Флориду со своей матерью и младшими братом и сестрой после того, как его родители развелись, и стал проводить в Пенсильвании только лето.

## Личная жизнь
С 2001 года Гарделл женат на Пэтти Найт (англ. Patty Knight). У пары есть один сын, Уильям (англ. William).
У Гарделла аллергия на собак.

## Фильмография

### Фильмы
| Год  | Русское название                        | Оригинальное название        | Роль                  | Примечания      |
| ---- | --------------------------------------- | ---------------------------- | --------------------- | --------------- |
| 2000 | Грязный Гарри                           | Gary the Rat                 | Джек Гаррисон (голос) | Видео           |
| 2002 | Ангел мести                             | Avenging Angelo              | Бруно                 |                 |
| 2003 | Плохой Санта                            | Bad Santa                    | охранник в Милуоки    |                 |
| 2006 | Комната 6                               | Room 6                       | таксист               |                 |
| 2006 | Он, я и его друзья                      | You, Me and Dupree           | бармен Дэйв           |                 |
| 2007 |                                         | Alive 'N Kickin'             | Билли                 | ТВ фильм        |
| 2007 | Война динозавров                        | Dragon Wars: D-War           | мистер Белафонте      |                 |
| 2011 | Ледниковый период: Гигантское Рождество | Ice Age: A Mammoth Christmas | Санта (голос)         | Короткометражка |
| 2014 | Парни из Джерси                         | Jersey Boys                  | владелец магазина     |                 |
| 2015 | Не попавший в команду                   | Undrafted                    | судья Хейз            |                 |
| 2015 | Танцор и дама                           | Dancer and the Dame          | танцор                |                 |
| 2017 | Его собачье дело                        | Once Upon a Time in Venice   | Билл                  |                 |

### Телесериалы
| Год       | Русское название           | Оригинальное название                             | Роль                  | Примечания                                      |
| --------- | -------------------------- | ------------------------------------------------- | --------------------- | ----------------------------------------------- |
| 2000      | Король Квинса              | The King of Queens                                | Билли Келнер          | Эпизод: «Block Buster»                          |
| 2000      | Справедливая Эми           | Judging Amy                                       | Лайл Купер            | 4 эпизода                                       |
| 2001      | Секреты семьи Арно         | Cover Me: Based on the True Life of an FBI Family | Майк Далгари          | Эпизод: «Vegas Mother's Day: Part 2»            |
| 2001      |                            | It's Like, You Know                               | Эдди                  | Эпизод: «Lust for Life»                         |
| 2001–2006 | Да, дорогая!               | Yes, Dear                                         | Билли Колавита        | 26 эпизодов                                     |
| 2003      | Счастливчик                | Lucky                                             | Винсент Стиккарелли   | 13 эпизодов                                     |
| 2003      | Грязный Гарри              | Gary the Rat                                      | Джек Гаррисон (голос) | 3 эпизода                                       |
| 2003      | Детектив Монк              | Monk                                              | Иэн Эгнью             | Эпизод: «Mr. Monk and the 12th Man»             |
| 2004      | Практика                   | The Practice                                      | Мэнни Куинн           | 4 эпизода                                       |
| 2004      | Пятерняшки                 | Quintuplets                                       | Брэд                  | 2 эпизода                                       |
| 2005      | C.S.I.: Место преступления | CSI: Crime Scene Investigation                    | Чарли Джексон         | Эпизод: «Iced»                                  |
| 2006      | Грабеж                     | Heist                                             | Билли О’Брайен        | 6 эпизодов                                      |
| 2006      | Лас-Вегас                  | Las Vegas                                         | Сид Тёрнер            | Эпизод: «Delinda's Box: Part 1»                 |
| 2007–2009 | Меня зовут Эрл             | My Name Is Earl                                   | офицер Билли Хойн     | 12 эпизодов                                     |
| 2008      | Отчаянные домохозяйки      | Desperate Housewives                              | Рой Хардинг           | Эпизод: «The Gun Song»                          |
| 2009      | Кости                      | Bones                                             | Боб Сайлас            | Эпизод: «The Beautiful Day in the Neighborhood» |
| 2010–2016 | Майк и Молли               | Mike & Molly                                      | Майк Биггс            | Главная роль: 114 эпизодов                      |
| 2012      | Гриффины                   | Family Guy                                        | Майк Биггс            | Эпизод: «Ratings Guy»                           |
| 2012–14   | Салливан и сын             | Sullivan & Son                                    | Лайл Уинклер          | 3 эпизода                                       |
| 2013      | Финес и Ферб               | Phineas and Ferb                                  | мэр Чикенен           | Эпизод: «Love at First Byte»                    |
| 2018-2019 | Детство Шелдона            | Young Sheldon                                     | Хершел Спаркс         | 5 эпизодов                                      |
| 2019-2020 | Боб любит Абишолу          | Bob Hearts Abishola                               | Боб Уилер             | Главная роль: 20 эпизодов                       |